# Aeschynomene rubroviolacea
Aeschynomene rubroviolacea är en ärtväxtart som beskrevs av J.Leonard. Aeschynomene rubroviolacea ingår i släktet Aeschynomene och familjen ärtväxter. Inga underarter finns listade i Catalogue of Life.